# Pescăruș alb
Pescărușul alb (Pagophila eburnea) este un pescăruș mic, singura specie din genul Pagophila. Se reproduce în zona arctică înaltă și are o distribuție circumpolară prin Groenlanda, nordul Americii de Nord și Eurasia.

## Taxonomie
Pescărușul alb a fost descris inițial de Constantine Phipps în 1774, ca Larus eburneus, de la un specimen colectat de pe Insula Spitsbergen în timpul expediției sale din 1773 către Polul Nord. Johann Jakob Kaup a recunoscut ulterior trăsăturile unice ale pescărușului alb și i-a atribuit un gen monotipic, Pagophila, în 1829. Numele genului Pagophila provine din greaca veche pagos, „gheață de mare” și philos, „iubitor”, iar specificul eburnea provine din latină și înseamnă „de culoarea fildeșului”, de la ebur, „fildeș”. Astăzi, unii autori consideră că pescărușul de fildeș nu merită genul său monotipic, alegând în schimb să îl reunească, împreună cu ceilalți pescăruși monotipici, în Larus.

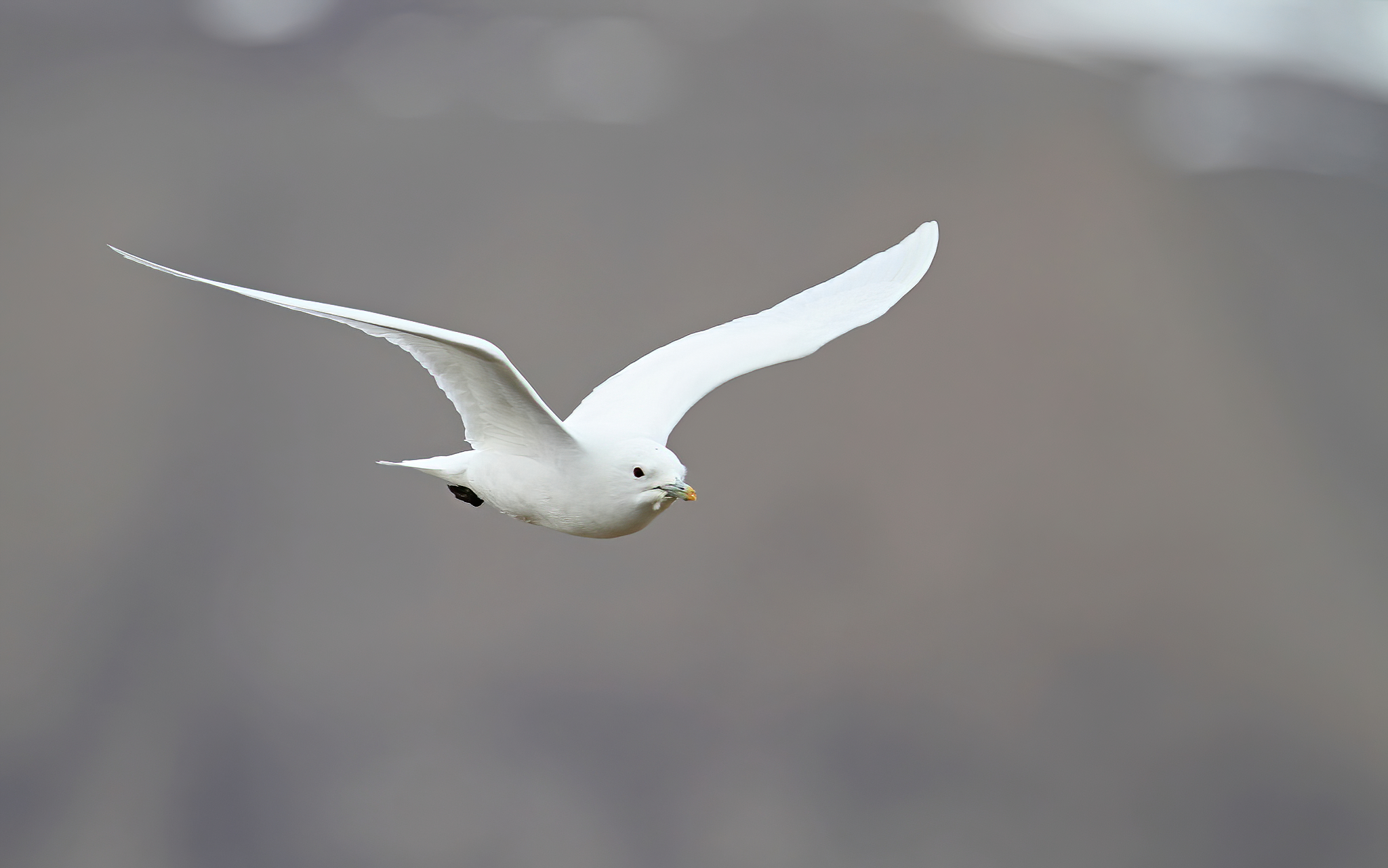
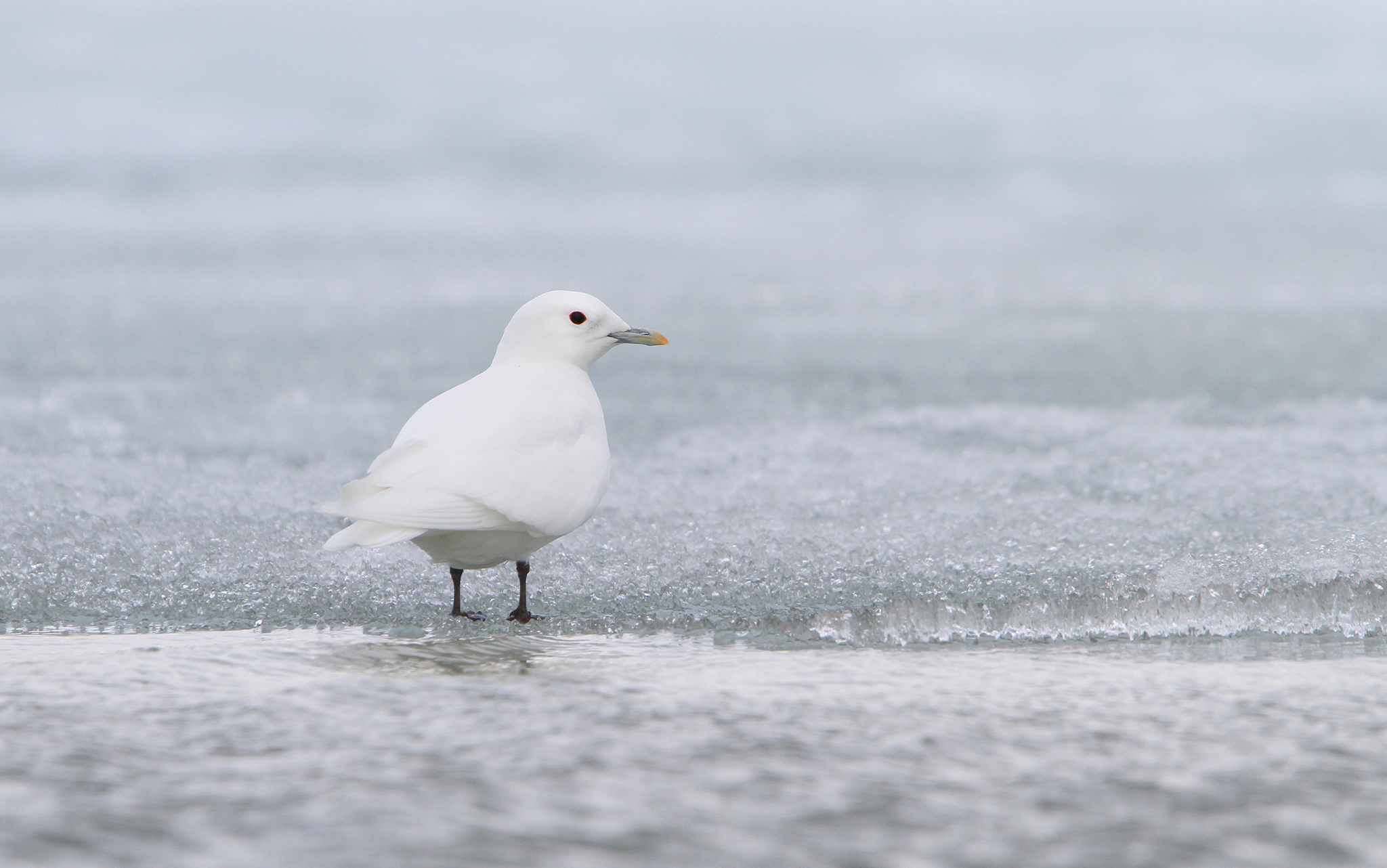